# Conus zeylanicus
Conus zeylanicus é uma espécie de gastrópode do gênero Conus, pertencente à família Conidae.

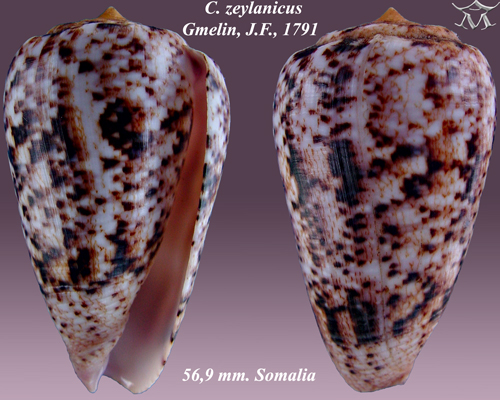